# Festival contre le racisme
Das festival contre le racisme ist eine Kampagne gegen Rassismus, Xenophobie und Ausländerfeindlichkeit, die seit 2003 einmal jährlich an den deutschen Hochschulen durchgeführt wird.

## Geschichte
1995 führte der französische Studierendenverband UNEF das festival contre le racisme erstmals durch, um gegen Rassismus und Xenophobie zu kämpfen. In Deutschland begann der freie zusammenschluss von studentInnenschaften (fzs) 2003 zum ersten Mal, ein dezentrales festival contre le racisme zu organisieren, welche aus vielen Veranstaltungen vor Ort bestehen sollte. Seit 2005 wird das festival contre le racisme zusammen mit dem Bundesverband ausländischer Studierender (BAS) veranstaltet.

## Organisation
Der fzs und der BAS führen das festival contre le racisme als eine dezentrale bundesweite Kampagne mit einem Aufruf und einem einheitlichen Motto durch. An verschiedenen Hochschulen finden Veranstaltungen, Konzerte und Aktionen, sowie Proteste statt. Vor Ort werden die Veranstaltungen meistens von den ASten und NGO getragen. fzs und BAS organisieren regelmäßige Vorbereitungstreffen und stellen Referenten und Materialien zur Verfügung. Inhaltlich befassen sich die Veranstaltungen mit Themen wie Rassismus, Xenophobie, Rechtsextremismus, Antisemitismus, Diskriminierung, studentische Verbindungen, Islamismus, Internationalisierung des Studiums und der Hochschulen, Flüchtlingspolitik oder der rechtlichen und sozialen Situation ausländischer Studierender in Deutschland. Die Veranstaltungsformen sind sehr unterschiedlich. Neben Podiumsdiskussionen und Vorträgen, werden Ausstellungen, Film- und Kulturveranstaltungen, wie etwa Lesungen oder Konzerte oder Feste und Begegnungsabende angeboten. Waren in den ersten Jahren die Studierendenvertretungen die Hauptveranstalter, beteiligten sich 2007 und 2008 verstärkt auch Organisationen außerhalb der Hochschulen.

## Veranstaltungen
Im Jahr 2009 stehen unter dem Motto 60 Jahre und kein bisschen Weise vom 8. bis 14. Juni das Grundgesetz und dessen Umsetzung im Bereich Migration, Rassismus und Ausländerfeindlichkeit im Mittelpunkt des festival contre le racisme, ebenso wie die Verkündung der Allgemeinen Erklärung der Menschenrechte der Vereinten Nationen.
2008 wurden unter dem Motto Tear down all borders! an den folgenden Orten/Hochschulen vom 2. bis 6. Juni 2008 über 100 Veranstaltungen durchgeführt: Aachen, Bamberg, Dresden, Düsseldorf, Dortmund, Hannover, Kiel, Köln, Leipzig, Mainz, Münster, Potsdam, und Siegen. Dabei waren neben den ASten auch Ausländerbeiräte, Akademische Ausländerämter, Migrantenorganisationen, kirchliche Hochschulgemeinden und Integrationsbeauftragte Mitveranstalter. Die Veranstaltungen reichten von Diskussionsveranstaltungen mit Vertretern von Parteien und Verbänden über Ausstellungen und Vorträgen bis hin zu Lesungen, interkulturellen Kinderfesten und Konzerten.
2007 lautete das Motto des vom 11. bis 15. Juni durchgeführten festival contre le racisme Mobility is a right!. Es fand mit über 50 Veranstaltungen an den folgenden Orten statt: Aachen, Bielefeld, Düsseldorf, Dortmund, Freiberg, Göttingen, Köln, Mainz, Potsdam, und Siegen.
2006 fand das festival contre le racisme vom 29. Mai bis 4. Juni in 16 Orten statt und stand unter dem Motto Wissenschaft braucht eine offene Gesellschaft, die frei ist von Rassismus und den Ideen der extremen Rechten!
Vom 23. bis 29. Mai 2005 begann das unter dem Motto Die Internationalisierung der Hochschulen stehende festival contre le racisme mit einer zentralen Veranstaltung in Berlin, an der Vertreter des BMBF, des DSW, des DAAD, des fzs und des BAS teilnahmen. Es gab etwa 70 Veranstaltungen an 13 Hochschulstandorten.

## Veranstalter und beteiligte Organisationen
Neben dem fzs, dem BAS und den Studierendenschaften (AStA und StuRa) sind auch Verbände ausländischer Studierender, Migrantenorganisationen, Hochschuleinheiten und Ausländerberäte, sowie Hochschulgemeinden beteiligt.